# TV Mallorca
TV Mallorca fou el canal de televisió de la Ràdio i Televisió de Mallorca, organisme depenent del Consell de Mallorca, que en va aprovar els estatuts el 7 de novembre del 2005, com a resposta a tots aquells canals de televisió local que veurien interrompudes les seves emissions a causa de la implantació de la Televisió Digital Terrestre. Les emissions en proves s'iniciaren el 10 de maig de l'any següent, i finalment la programació completa es va iniciar l'11 de setembre d'aquell mateix any 2006.
Fins a la seua desaparició el divendres 9 de desembre de 2011, va ser un dels pocs canals de televisió de les Illes que emetia íntegrament en català, amb una programació basada en la informació cultural, com el programa Ítaca, presentat per Bel Bestard, i la informació de proximitat, com el programa Enxarxats.

## Història
A la fi de 2005 es crea Ràdio i Televisió de Mallorca que agrupa Ona Mallorca i la nova televisió TV Mallorca, que recull l'herència d'onze emissores locals anteriors. Les televisions locals havien passat a formar part d'una xarxa de corresponsals que s'havia amplit progressivament.
TV Mallorca començà les proves el 10 de maig de 2006 i l'11 de setembre començà la seva programació completa, amb un predomini del contingut propi. Des de 2006 fins al tancament el 2011 ha anat incorporant nous continguts: informatius cap de setmana el febrer de 2007, sèries de ficció, pel·lícules i transmissions d'esdeveniments esportius durant el final de 2007. A partir de juny de 2009 emet en digital a través de la TDT, amb una cobertura del 98% de la població de l'illa de Mallorca.
Finalment, Televisió de Mallorca tanca definitivament després que el Consell decidira tancar aquest ens públic a conseqüència de la crisi econòmica. El Ple del govern insular així ho aprova anteriorment, donant per conclòs el periple que començara el 2006, quan aquest ens començà les seves emissions. L'acomiadament del canal arribà a les 0:00 hores del divendres 9 de desembre de 2011, mentre que tres hores abans, l'emissora de ràdio pública feia el mateix i desapareixia de les ones.

## Posicionament
TV Mallorca es posicionava com un televisió temàtica de Mallorca. És una cadena temàtica, no pels formats o tipus de contingut, sinó pels protagonistes del contingut, que són els mallorquins.
Aquesta proposta, juntament amb el nivell de qualitat dels programes, permet que TV Mallorca presenti un plantejament diferenciat del panorama televisiu a Mallorca. La informació de proximitat la diferencia de la televisions generalistes i el nivel de qualitat (qualitat de producció i diversitat de la graella) ens diferencia de les televisions locals.

## Programació
Informació de Mallorca
un dels punts forts de TV Mallorca és la capacitat de proporcionar informació sobre l'illa. La xarxa de corresponsals ofereix una gran cobertura a la Part Forana, que alimenta uns informatius diferenciats per l'alt nivell d'informació sobre Mallorca i ofereix una forta implantació en els pobles. La resta de programació informativa (debats, programes, d'anàlisi de l'actualitat…) atrau, a més a més, un públic urbà.
A part de la programació informativa existia una àmplia oferta pròpia, atractiva per a tots els públics que inclou: una àmplia diversitat de programes temàtics (cuina, música, cultura i oci, medi ambient…) i programes i retransmissions esportives.

### Programes de producció pròpia
- 1900. Històric
- 4 cantons. Actualitat / Debat polític
- 1, 2, 3... sus. Esports. Presentat per Manel Ferrera
- A Debat. Actualitat / Debat
- Barri Tv. MGZN. Reportatges
- Calamars, cocos i altres aventures. Cuina. Presentat per Manolo Barahona
- Camins. Documental
- Cançons d'una illa. Història de la música en català a Mallorca. Cultural / Música
- Caragol treu banya. Infantil
- Celebritats. Documental
- Contant Rondalletes. Infantil
- Contes del món. Infantil
- Coronel Kurtz. Divulgació cinema i animació (curts)
- Cròniques. Documental
- De Nit. Late night informatiu / Actualitat. Presentat per Neus Albis
- D'Estiu. Magazine. Presentat per Maria Salas
- Els contacontes. Infantil
- Entreacte. Cultural / Teatre
- Enxarxats. Cultural. Presentat per Rafel M. Creus
- Es Sofà de Madò Pereta. Presentat per "Mado Pereta"
- Esportmenut. Esports / Infantil
- Etcètera. Actualitat / Debat
- Ètics. Actualitat
- Fets i Gent. Cultural
- Generació 2.1. Reportatges / entrevistes
- Illa Musical. Música. Presentat per Carles Grimalt
- Ítaca. Cultural. Presentat per Bel Bestard
- La nostra fauna. Natura
- L'aguait. Natura. Presentat per Glòria Franquet
- L'arbre de la vida. Reportatges
- L'Arxiu. Documental
- Mallorca endins. Divulgatiu / Cultural. Presentat per Dominic Hull
- Mallorca fita a fita. Cultural. Presentat per Joan Antoni Olivier
- Mallorca Notícies. Informatiu
- Mca Doc. Reportatges d'actualitat
- Mare Nostrum. Cultural / Natura. Presentat per Bartomeu Homar
- Memòria i oblit d'una guerra. Sèrie documental sobre la Guerra Civil espanyola a Mallorca.
- Méteo. Informació Meteorològica
- Món llull. Ficció
- Música IB. Música
- Nostrum' Cultural
- Ones i Emes. Entreteniment
- Passa'm la sal. Cuina. Presentat pels cuiners Aina Burgos i Víctor García
- Què t'hi jugues?. Concurs Infantil
- Respostes. Divulgació
- Retrospectives' Entrevistes
- SiDoRé. Música
- Temps era temps. Història. Presentat per Gaspar Valero i Raphel Ferrer.
- Tots som emigrants Cultural